# ميغيل سولا
ميغيل سولا (بالإسبانية: Miguel Ángel Sola) هو مدرب كرة قدم ولاعب كرة قدم إسباني في مركز الوسط، ولد في 29 سبتمبر 1957 في بنبلونة في إسبانيا. لعب مع أتلتيك بيلباو ب وأتلتيك بيلباو وأوساسونا وديبورتيفو ألافيس.